# Húskarl

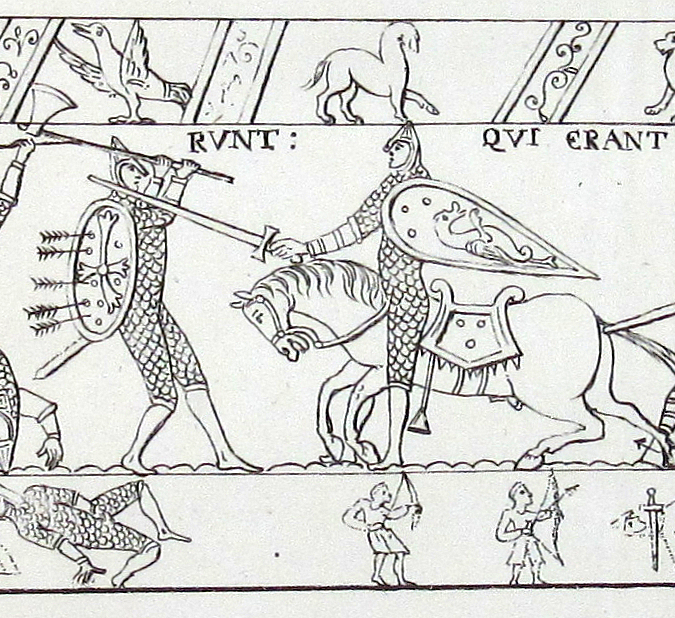
Een Engelse húskarl met tweehandige Deense bijl (links) in gevecht met een Normandische ridder (detail van het Tapijt van Bayeux).

Een húskarl (Oudnoords), hûscarlan (Oudengels) of housecarl (Engels), letterlijk "huiskerel" of "huisman", was een lijfwacht, of huursoldaat die de functie vervulde van lijfwacht, van een Vikingkoning of een Angelsaksische koning. De húskarls waren vaak de enige professionele soldaten in het leger van zo'n koning. Ze waren geduchte krijgers die zonder moeite met hun zware bijlen de meeste bepantsering konden doorklieven, en ruiters met paard en al onderuit sloegen, wat een zeker einde betekende voor de ruiter die op de grond gevallen was. 
Ze droegen een zware maliënkolder, tot kniehoogte en met een kap, die zo'n 25 à 30 kg woog. Hun helmen hadden een licht gebogen punt met een neusplaat als bescherming, hoewel een behoorlijke slag op de neusplaat een gebroken neus opleverde. Als wapen hadden ze vaak de zware lange bijlen, die vanaf de grond tot hun borst reikten.
Na de verovering van Engeland door Knoet de Grote in 1016 gingen de húskarls ook deel uitmaken van het Engelse leger. Húskarls vochten in het leger van Harold Godwinson tegen de Normandische troepen van Willem de Veroveraar in de Slag bij Hastings (1066). In tegenstelling tot de Normandische ridders, die te paard vochten, reden de húskarls naar het slagveld en stegen af om te voet te vechten. Na de veldslag en de daaropvolgende Normandische verovering van Engeland verdwenen de húskarls in Engeland.

## Húskarls in computerspellen
De húskarl is een eenheid in de computerspellen Empire Earth, Age of Empires II, Age of Mythology, Medieval II: Total War, Crusader Kings III en Mount & Blade.

## Bron
- Historische Verhalen - 16e Reeks nº4  "Willem de Veroveraar" - Rika Muchez - Uitgeverij de Sikkel N.V. Antwerpen